# Rhynchomyzon compactum
Rhynchomyzon compactum is een eenoogkreeftjessoort uit de familie van de Asterocheridae. De wetenschappelijke naam van de soort is voor het eerst geldig gepubliceerd in 1988 door Alvarez.